# أولاد اسعيد بن علي (أولاد يوسف)
أولاد اسعيد بن علي هو دُوَّار يقع بجماعة سيدي محمد بن رحال، إقليم سطات، جهة الدار البيضاء سطات في المملكة المغربية. ينتمي الدوّار لمشيخة أولاد يوسف التي تضم 15 دوار. يقدر عدد سكانه بـ 359 نسمة حسب الإحصاء الرسمي للسكان والسكنى لسنة 2004.

## روابط خارجية
- البوابة الوطنية للجماعات الترابية
- المندوبية السامية للتخطيط